# Лувье
Лувье (фр. Louviers) — город на севере Франции, регион Нормандия, департамент Эр, округ Лез-Андели. Расположен в 106 км к северо-западу от Парижа и в 30 км к югу от Руана, в 3 км от автомагистрали А13 «Нормандия». Известен своими ткацкими фабриками.
Население (2018) — 18 348 человек.

## География
Протекающая через город река Эр разделяется на территории коммуны на 7 рукавов.

## История

### Доисторическая эпоха
На территории Лувье найдены тёсаные камни эпохи палеолита; некоторые из них представлены в городском музее, рядом с фрагментами бивня мамонта, обнаруженными недалеко от городского кладбища. О присутствии здесь человека в различные периоды первобытного общества, помимо этих находок, свидетельствуют менгир у хутора Basse-Crémonville с расположенным рядом склепом периода неолита, а также оружие, вазы, каменные и бронзовые орудия труда, найденные на территории города и его окрестностей.

### Эпоха галлов и галло-римлян
Крайне незначительное количество археологических находок на территории Лувье относится к галльской эпохе: одно кельтское захоронение, обнаруженное в 1863 году возле стены церкви Нотр-Дам, и несколько галльских монет. Предположение о существовании здесь поселения галлов пока не нашло доказательств.
Галло-римский период истории Лувье изучен более широко, хотя в ту эпоху особой значимости это место не имело, поскольку не упоминается ни в указателе Итинерарий Антонина, ни на карте, известной как Пейтингерова таблица. Центр Лувье в галло-римскую эпоху располагался предположительно на возвышении, где сейчас стоит городская ратуша.

### Средние века
В эпоху Меровингов в Лувье уже имелось по меньшей мере два кладбища, однако первые исторические события, связанные с поселением, происходят только начиная с IX века.
10 февраля 856 года король Карл II Лысый договорился о помолвке своего сына, будущего Людовика II, с дочерью короля Бретани Эриспоэ, уступив ему герцогство Ман вплоть до дороги Париж—Тур. Бретонские вассалы были крайне недовольны такими договорённостями, что стало причиной их заговора, который, вероятно, привёл к смерти бретонского короля в следующем году.

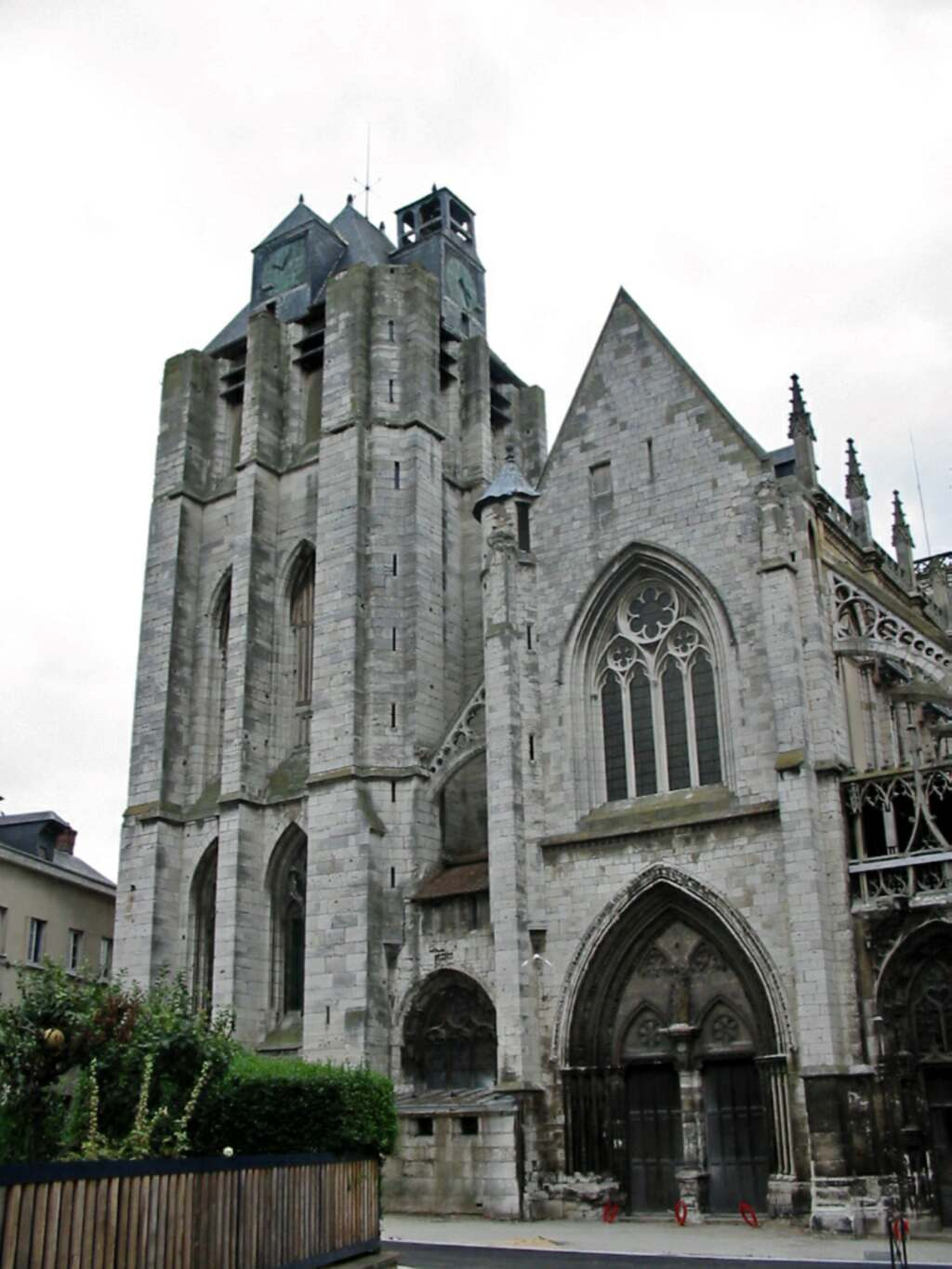
Церковь Нотр-Дам с башней-беффруа

В 965 году герцог Нормандии Ричард I передал в собственность аббатству святого Таурина, основанному в Эврё, «церкви в Лувье и в Пентервиле, рыбный промысел и мельницы в Лувье, а также 40 су ренты за эти мельницы»,. Именно в конце эпохи Каролингов название Лувье впервые упомянуто в официальных документах. Позже, в XI и XII веках, этот дар подтвердили герцоги Нормандии Ричард II и Ричард Львиное Сердце.
В 1196 году король Франции Филипп II Август и Ричард Львиное Сердце заключили перемирие в Лувье. В 1197 году Ричард Львиное Сердце за 2 года до своей смерти передал Лувье архиепископу Руана Готье де Кутансу (фр. Gautier de Coutances), чтобы получить у него Андели и построить там замок Шато-Гайар. Начиная с этого года и вплоть до Французской революции руанские архиепископы носили титул графов Лувье.
В течение первых лет XIII века в Лувье начали строить церковь Нотр-Дам, и к 1240 году завершили строительство её основных элементов — хор, неф и трансепт, увенчанный традиционной для Нормандии фонарной башней.
Вплоть до середины XIV века, благодаря суконному производству, благосостояние города росло неуклонно, и население города к этому времени предположительно достигло 10 000 человек. Свидетельством такого процветания стало сооружение епископского имения на холме Шатель, фахверковых домов, а также жилых зданий из камня для хозяев суконных мастерских и богатых торговцев.
Город был захвачен и разграблен в 1346 году, а затем повторно в 1356 году, после чего он был оккупирован в течение 4 лет, вплоть до 1360 года. 16 мая того года Чёрный Принц от имени своего отца, короля Англии Эдуарда III, торжественно объявил о ратификации договора, по которому захваченный под Пуатье французский король Иоанн II освобождался в обмен на четверть территории Франции.
В 1364 году горожане Лувье попросили позволения у вступившего на трон короля Карла V построить городские укрепления; первый камень был заложен 10 ноября 1366 года. В конце XIV века отремонтировали и улучшили городскую церковь; значительно подняли своды нефа, а над колокольней возвели шпиль высотой 50 метров, который существовал более трёх столетий и был разрушен ураганом в 1705 году.
В 1409 году горожане обновили укрепления Лувье, которые оказались заброшенными после побед коннетабля Бертрана Дюгеклена над англичанами, и начали строить сбоку от городской церкви башню-беффруа, по своему стилю имевшую скорее военное назначение, чем религиозное.
В 1418 году город осадили англичане; сопротивление было отчаянным, а возмездие безжалостным. Город пал через 26 дней осады (по английским источникам — через 15 дней); 120 горожан казнили, а остальным сохранили жизнь в обмен на выплату крупного выкупа в размере 15 000 экю. За этим последовало 11 лет оккупации города.
В декабре 1429 года город отвоевал Ла Гир, известный соратник Жанны д’Арк. Не желавшие мириться с этим англичане, окружили город в мае 1431 года войском в 12 000 солдат. Эта осада длилась около 6 месяцев и город сдался 22 октября, потеряв большую часть своих защитников. Обещав оставшимся защитникам почётные условия сдачи, англичане полностью уничтожили город.
Войска короля Франции освободили Лувье в 1440 году, и жители начали восстанавливать город. Последняя попытка англичан захватить город случилась в 1441 году. В том же году король Франции Карл VII своей грамотой пожаловал жителям Лувье полное освобождение от королевских налогов на все времена, в том числе и от особенно обременительной тальи. Город получил право присоединить к своему гербу лозунг «Loviers le Franc», а его жители получили привилегию использовать украшенную короной букву «L» «в нашивках, в ювелирных изделиях и где только понравится». В 1440 годах в Лувье одно время была устроена штаб-квартира короля Карла VII, откуда он отправлялся в боевые походы для освобождения Нормандии.
В XV веке суконное производство в Лувье, подобно другим городам Нормандии, находилось под королевским покровительством Людовика XI.

### Эпоха Возрождения
В 1506 в городе построили южные ворота в стиле пламенеющей готики. Примерно в это же время обновили фонарную башню. В период правления кардинала Амбуаза, архиепископа Руана и первого министра короля Людовика XII, город закончил строительство укреплений и какое-то время планировали строительство епископского дворца, который в итоге перестроили из Гайонского замка.
В 1562 году, когда Руан оказался во власти протестантов, парламент Нормандии по указанию короля Карла IX переехал в Лувье. Его сессии проходили с 5 августа по 28 октября.
В 1591 году после сражений с войсками католической лиги у Арка и Иври войска Генриха IV под командованием маршала Бирона подошли к Лувье, и 6 июня, после короткой стычки заняли город. В 1594 году после капитуляции Руана министр Сюлли останавливался в Лувье, проведя одну ночь в гостинице «У зелёного столба» на рыночной площади, о чём позже писал в своих воспоминаниях.

### Лувье в XVII и XVIII веках
В XVII веке Лувье пять раз поражали эпидемии чумы, унёсшие множество жизней.
Большие привилегии и освобождение от налогов, дарованные горожанам королём Карлом VII, отменил в 1620 году король Людовик XIII.
В 1681 году королевская администрация открыла в Лувье мануфактуру, которая позволила немного повысить благосостояние города, возродив суконное дело. И подробные регламенты Жана-Батиста Кольбера позволили Лувье, имевшему специализацию на высококачественных тканях, начать конкуренцию с Эльбёфом.
В течение XVIII века город неоднократно терпел ущерб от природных бедствий: жесточайшие зимы (1709, 1740, 1776 годы); ураган 1705 года; наводнение (1740, 1776, 1784 годы); крупные пожары (1782, 1783 годы).
В 1785 году в Лувье открыли первый завод, оснащённый машинным оборудованием. Это были прядильные машины, работавшие по передовым английским технологиям.

### Новое время

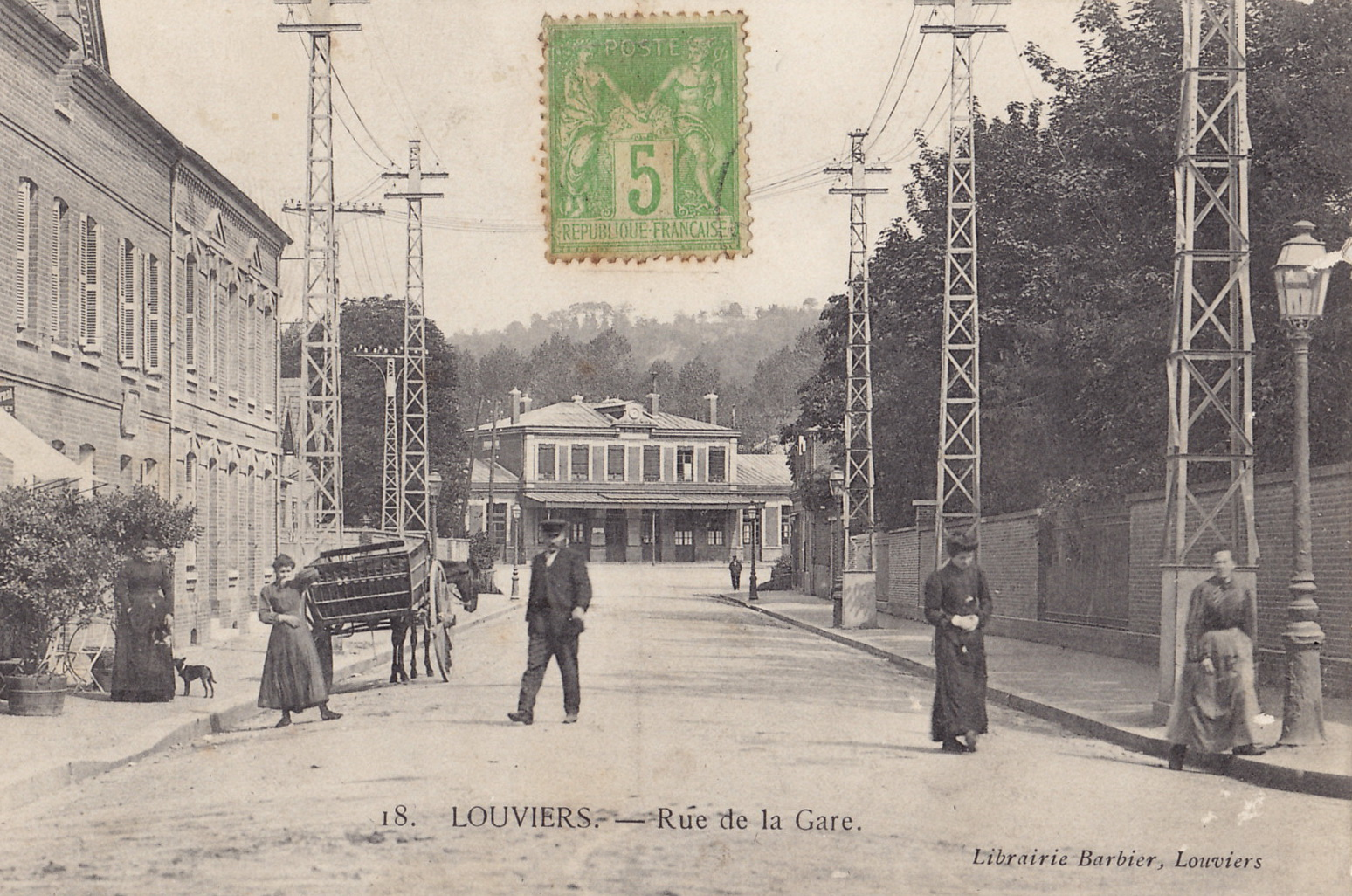
Улица ла-Гар (у железнодорожного вокзала), 1920-е годы. С 1872 по 1950 год через город шла железнодорожная ветка Сен-Жорж-Мотель-гран-Кевилли, которая соединяла Руан и Орлеан.

Сдержанные в своих наказах депутатам, жители Лувье придерживались в ходе Французской революции умеренной позиции.
Массовый голод в эпоху революции и ухудшение положения горожан в период Исполнительной Директории стали причиной поддержки усилий нового правительства жителями Лувье, единодушно проголосовавших за конституцию консульства. Первый консул посетил Лувье 30 октября 1802 года. Его следующий визит в город состоялся 1 июня 1810 года, когда он вместе с супругой Марией-Луизой посетил фабрики города. В 1815 году Лувье оккупировали прусские войска.
Регламенты Кольбера, поощрявшие производство в Лувье самых изысканных тканей, а также снижение спроса на готовые платья и роскошные ткани в период революции, стали причиной острого кризиса городской промышленности. Внедрение новых технологий и усилия местных предпринимателей позволили сохранить качество продукции, понизив её стоимость. Эти меры способствовали возрождению традиционной деятельности и выходу городской экономики из кризиса; благосостояние города удалось поддерживать вплоть до середины XX века. В тот период времени количество мастерских и фабрик в Лувье достигло своего максимума. Экономический расцвет позволил осуществить крупные работы по благоустройству города. В период Реставрации в Лувье ликвидировали старые городские укрепления, устроив на их месте зелёные бульвары. При Июльской монархии в городе открыли библиотеку, сберегательную кассу, первую государственную школу для мальчиков и отремонтировали церковь Нотр-Дам. В период Второй империи в городе проложили новые улицы, мощёные камнем, реконструировали школы, порт, мосты, устроили систему освещения, а также открыли железнодорожный вокзал. Обе революции 1830 и 1848 годов прошли без последствий для города.
В 1885 году в городе открыли высшую школу, в дальнейшем ставшую коллежем и лицеем. В 1899 году на улицы Лувье пришло электрическое освещение. До начала Первой мировой войны в Лувье открыли муниципальный театр, музей и различные спортивные и музыкальные общества.
В июне 1940 года, в ходе вторжения немецких войск, Лувье сильно пострадал от бомбардировок. В годы войны в городе функционировали несколько групп сопротивления. Лувье освобождён 25 августа 1944 года войсками союзнических сил. 8 октября 1944 года Лувье посетил генерал де Голль, а 26 июня 1949 года город был награждён Военным крестом.
Послевоенное время отмечено восстановлением разрушенных частей города и образованием новых городских районов.

## Историческое наследие
Городские объекты сильно пострадали в период Второй мировой войны. Несмотря на массированные авиаудары в городе уцелели некоторые исторические здания, к примеру, городской особняк XVIII века, где останавливался Наполеон III.

### Религиозная архитектура

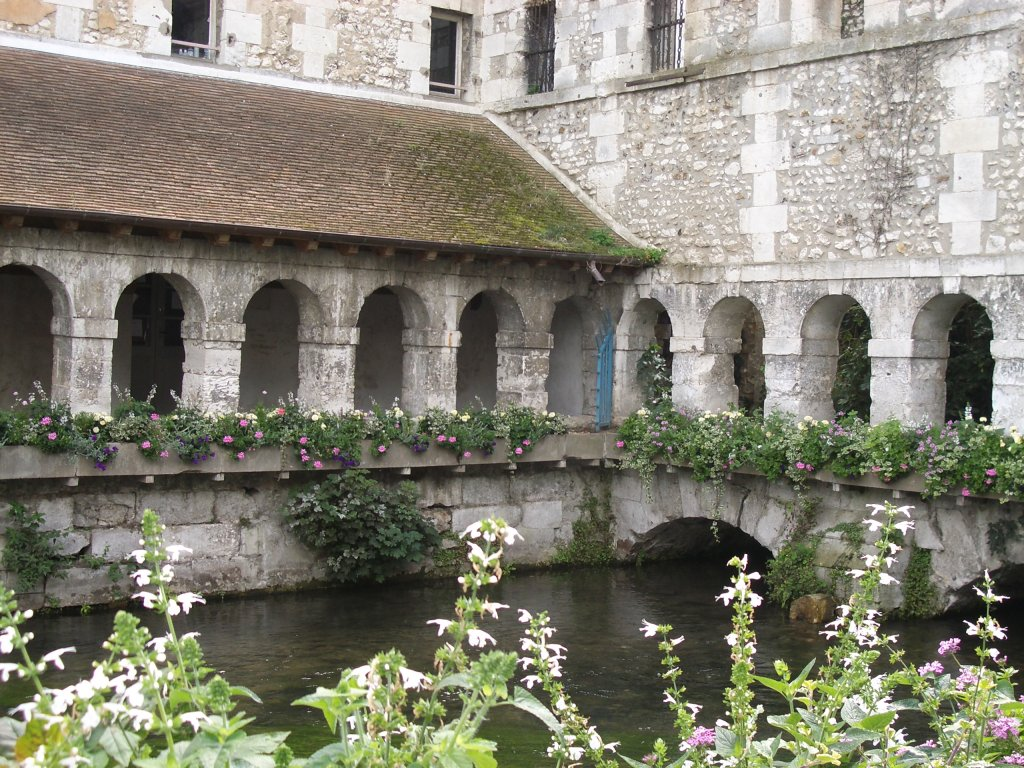
Клуатр кающихся грешников

- Церковь Нотр-Дам в стиле пламенеющая готика, XI—XIII века, классифицированный исторический памятник с 1846 года
- Клуатр кающихся грешников: развалины клуатра францисканцев, а позже доминиканцев; единственный в Европе «клуатр на воде»; внесён в дополнительный список исторических памятников в 1994 году

### Гражданская архитектура
- Дворец правосудия, построенный в 1896 году; сейчас здесь расположен прюдомальный суд;
- Здание парламента, XVI век; в годы религиозных войн во Франции здесь заседал Парламент Нормандии;
- Городские улицы XVI века с фахверковыми домами; с 1932 года внесены в дополнительный список исторических памятников;
- Усадьба Бигар: небольшое имение XVI века, расширенное в XVII веке. Жилое помещение имеет фахверковую конструкцию, установленную на цокольном этаже из кирпича и камня. Домовая часовня с витражами. Современный сад пересекают три рукава реки Эр и здесь размещены дубильни XVI века;
- Шато Сент-Илер, расположенное на проспекте avenue Henri-Dunant; в 2002 году внесено в дополнительный список исторических памятников;
- Архитектурный комплекс периода Третьей республики, под крышей мэрии объединяющий музей[фр.], библиотеку и начальную школу

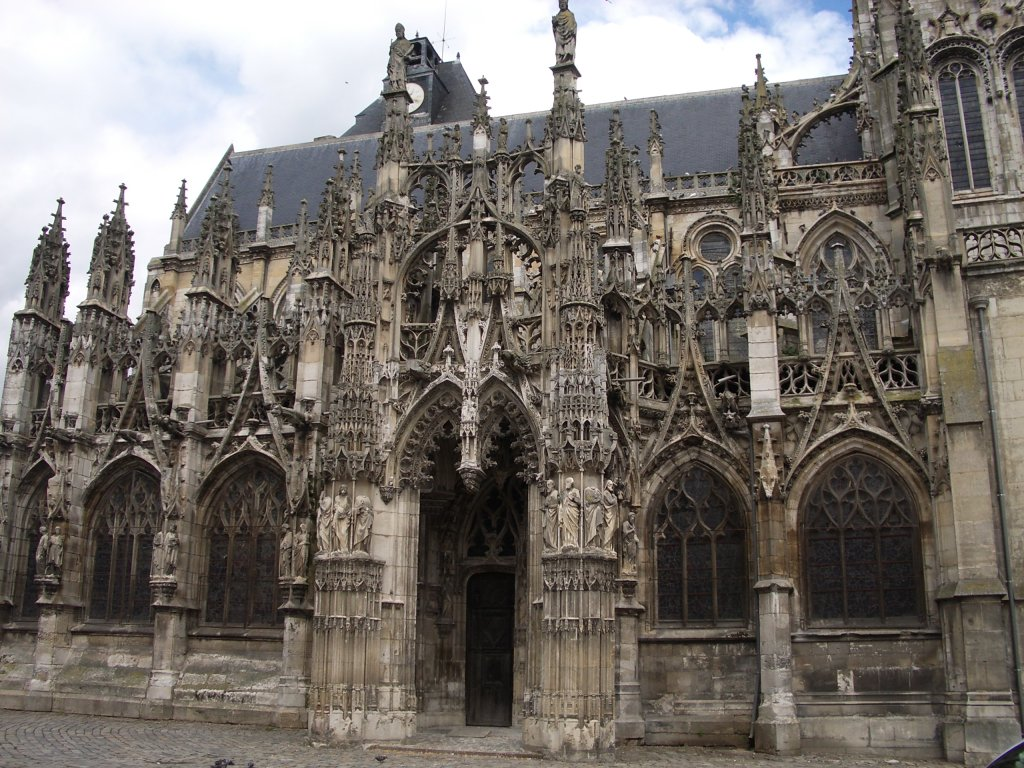
Церковь Нотр-Дам
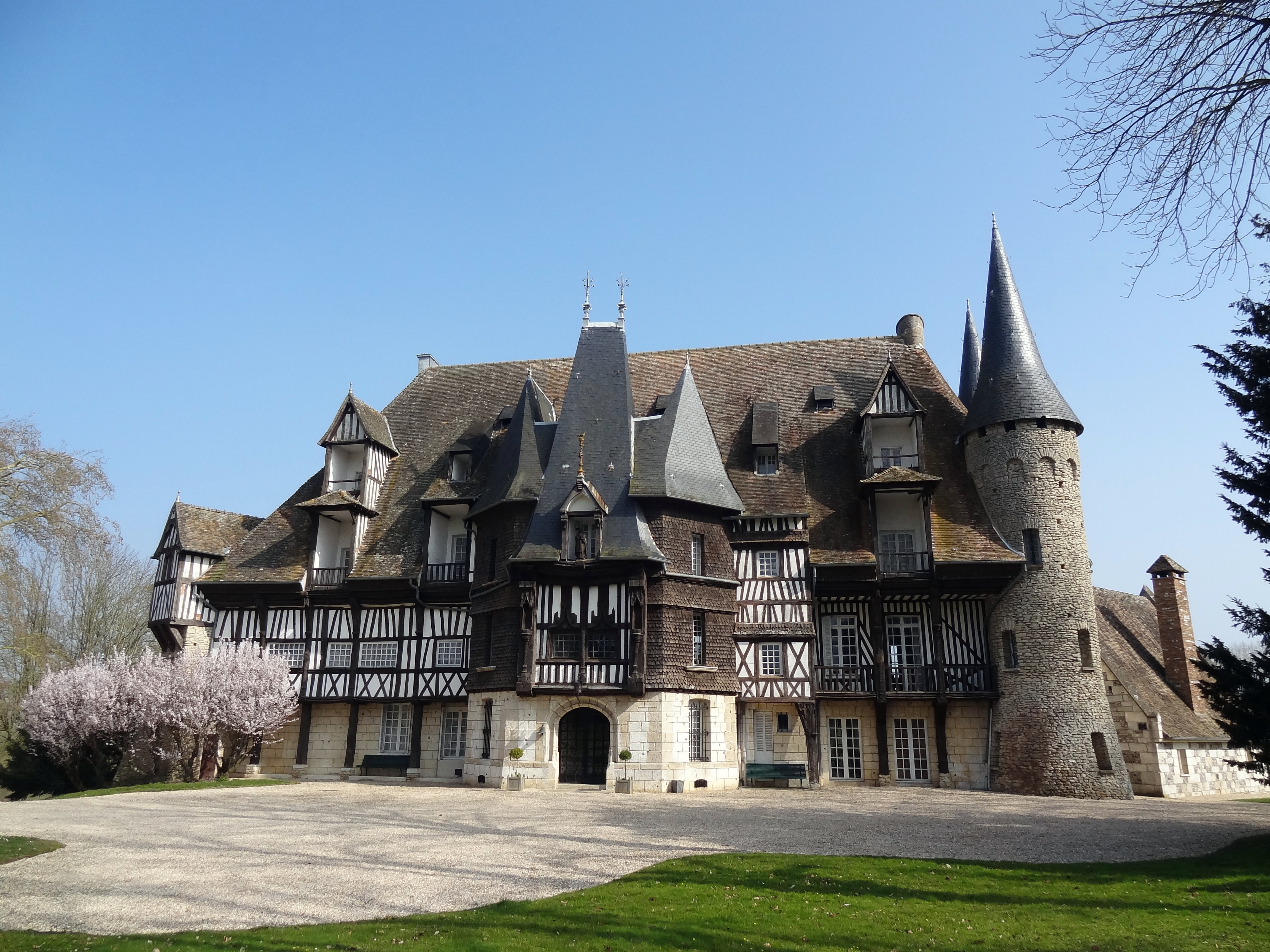
Шато Сент-Илер
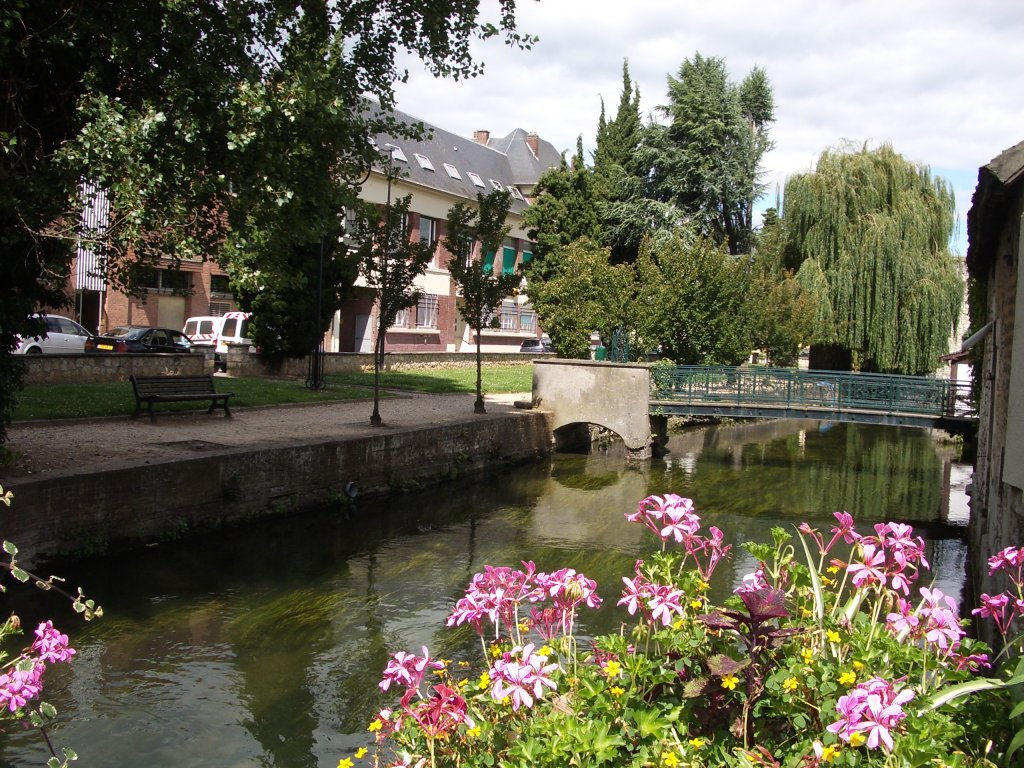
Променад вдоль Эра
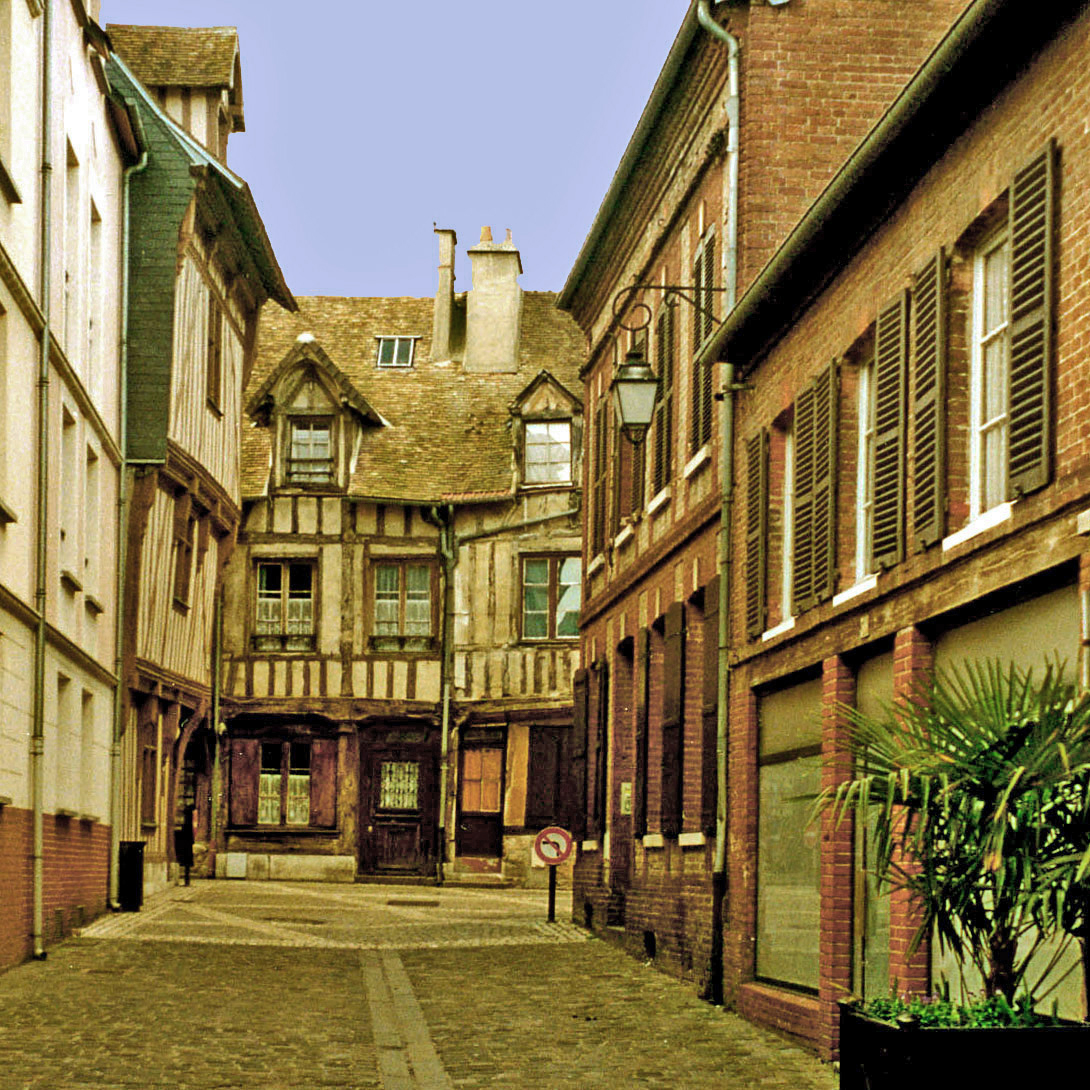
Улица в центре города
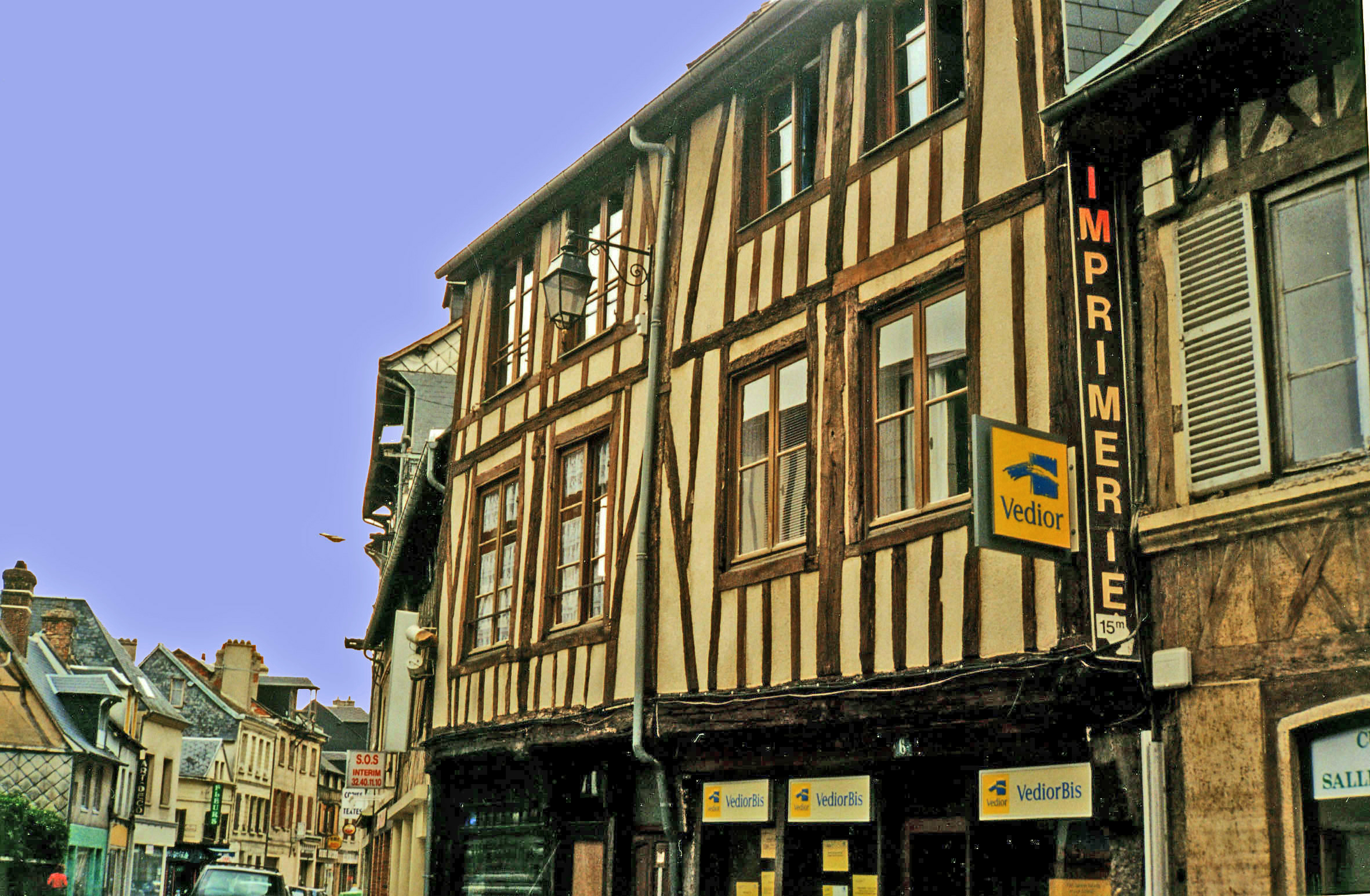
Фахверковый дом
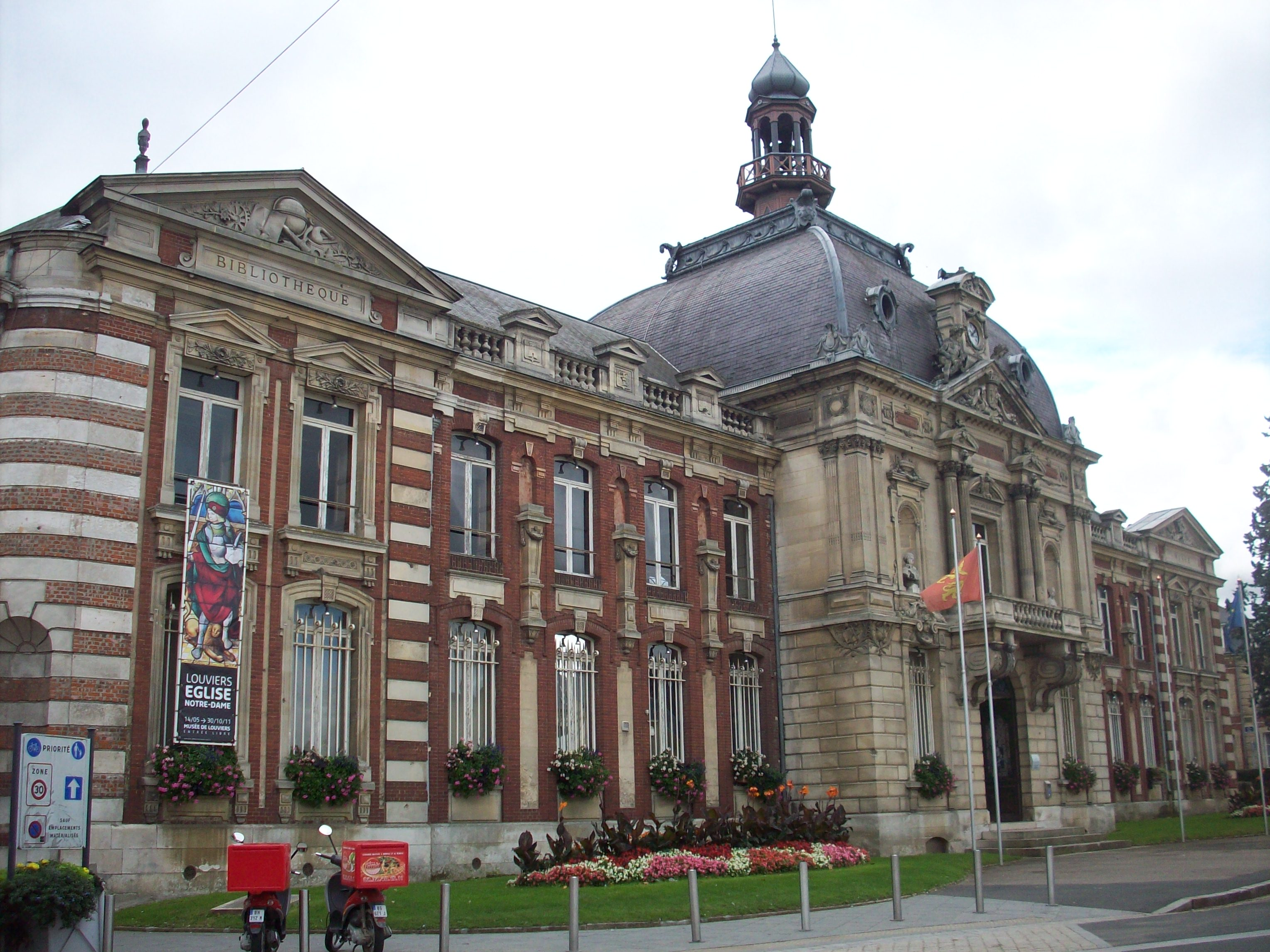
Городской музей[фр.]

## Экономика
Структура занятости населения:
- сельское хозяйство — 0,3 %
- промышленность — 20,4 %
- строительство — 4,6 %
- торговля, транспорт и сфера услуг — 41,9 %
- государственные и муниципальные службы — 32,9 %

Уровень безработицы (2017) — 19,2 % (Франция в целом — 13,4 %, департамент Эр — 13,4 %). 

Среднегодовой доход на 1 человека, евро (2018) — 18 910 (Франция в целом — 21 730, департамент Эр — 21 700).

## Демография
Динамика численности населения, чел.

## Администрация
Пост мэра Лувье с 2014 года занимает Франсуа-Ксавье Приолло (François-Xavier Priollaud). На муниципальных выборах 2020 года возглавляемый им центристский список победил в 1-м туре, получив 52,19 % голосов.
| Период | Период | Фамилия                | Партия                                                 | Примечания                            |
| ------ | ------ | ---------------------- | ------------------------------------------------------ | ------------------------------------- |
| 1971   | 1977   | Эдуар Тьер             | Демократический центр                                  | адвокат                               |
| 1977   | 1983   | Анри Фромантен         | Разные левые                                           | печатник                              |
| 1983   | 1995   | Одиль Прус             | Объединение в поддержку Республики                     | член Генерального совета департамента |
| 1995   | 2014   | Франк Мартен           | Разные левые Радикальная левая партия                  |                                       |
| 2014   |        | Франсуа-Ксавье Приолло | Союз демократов и независимых Демократическое движение | член Регионального совета Нормандии   |

## Города-побратимы
- Уэймут, Англия
- Хольцвиккеде, Германия
- Сан-Вито-деи-Норманни, Италия

## Знаменитые уроженцы
- Луиза Лаура Озенн (1808—1842) — французская писательница.
- Морис Дюрюфле (1902—1986), композитор и органист.